# Magnus Davidsohn
Magnus Davidsohn (Beuthen, 1877. november 2. – Düsseldorf, 1958. augusztus 21.) német-zsidó operaénekes. A Harmadik Birodalom elől az Egyesült Királyságba menekült.